# BLMC ADO71
BLMC ADO71 ist der werksinterne Projektname für eine viertürige Schräghecklimousine, die der ehemalige britische Automobilhersteller British Leyland Motor Corporation (BLMC) von 1975 bis 1981 verkaufte. Das Marketing für die auch als 18-22  Series  bezeichnete Baureihe war „konfus“. Das Mittelklassefahrzeug wurde anfänglich in verschiedenen Versionen unter den Konzernmarken Austin, Morris und Wolseley vertrieben, bevor es nach wenigen Monaten aus den traditionellen Strukturen herausgenommen und ohne Markenbezug als Princess (teilweise auch: Leyland Princess) verkauft wurde. Eine stark überarbeitete Version des Modells erschien im Herbst 1981 schließlich als Austin Ambassador. Dem ADO71, der im Volksmund in einzelnen Versionen als „Ameisenbär“ verspottet wurde, haftete das Image nachlässiger Verarbeitungsqualität an; Marketing und Produktplanung gelten als misslungen und exemplarisch für die Fehler seines Herstellers.

## Entstehungsgeschichte

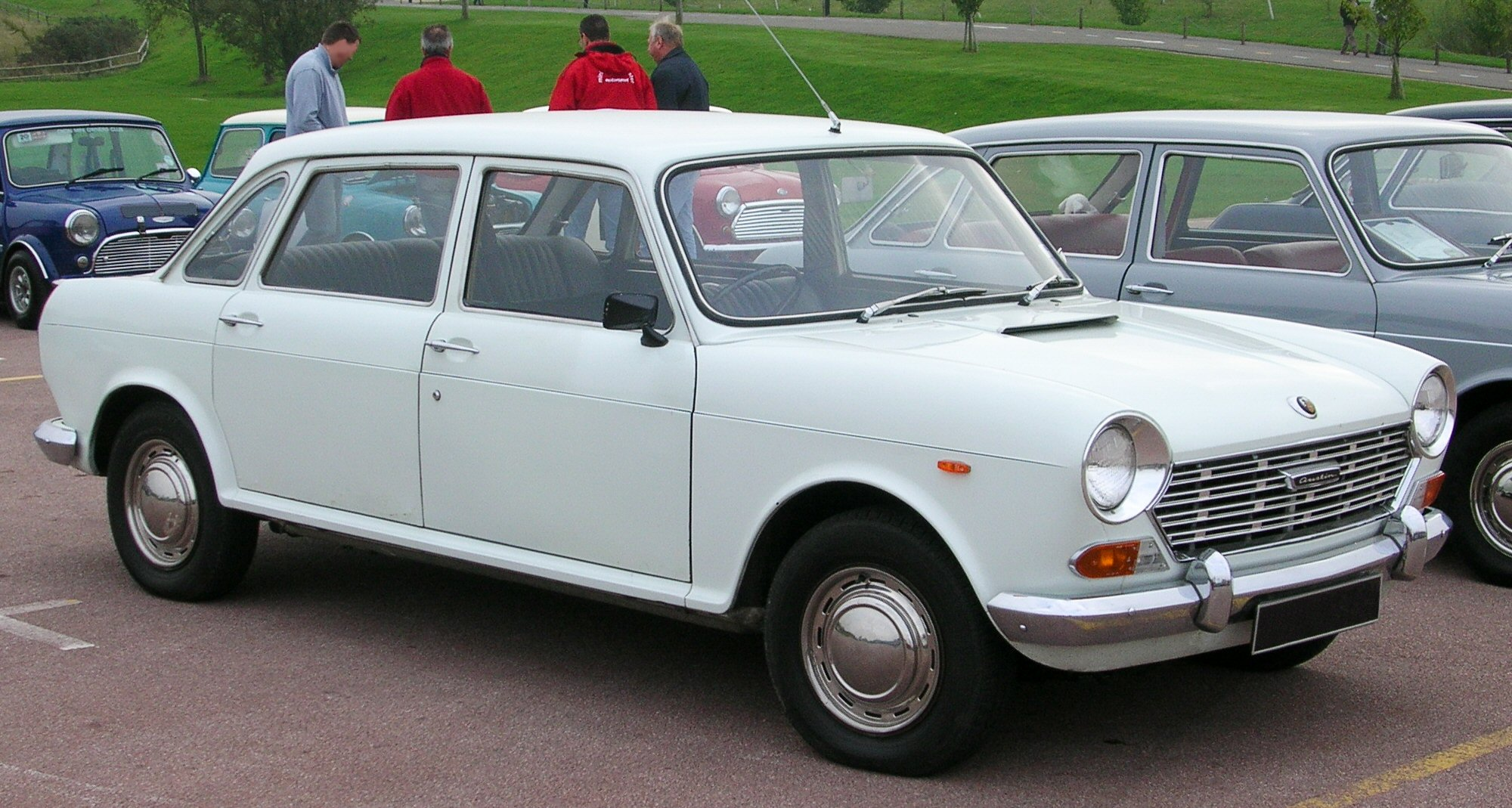
Technisch innovativer Vorgänger: BMC „Landcrab“ (ADO17)

Der ADO71 sollte die Nachfolge des von Alec Issigonis für die British Motor Corporation (BMC) konzipierten ADO17 antreten. Diese Frontantriebsmodelle wurden seit 1965 unter den Markennamen Austin und Morris jeweils mit der Modellbezeichnung 1800 bzw. 2200 sowie als Wolseley 18/85 bzw. Six verkauft. Der technisch innovative, formal aber ungewöhnliche und wegen seines Designs als Landcrab (Landkrabbe) verspottete ADO17 verkaufte sich wider Erwarten schlecht. Ungeachtet dessen begann BMC nicht mit Planungen für die Entwicklung eines Nachfolgers. In den späten 1960er-Jahren wurde die Modellentwicklung in Großbritannien durch zahlreiche Fusionen gelähmt. 1967 wurde aus der BMC das Unternehmen British Motor Holdings, das ein Jahr später mit dem bisherigen Konkurrenten Leyland Motors zur British Leyland Motor Corporation (BLMC) fusionierte. Erst unter dem BLMC-Management begannen die Planungen für ein gänzlich neues Mittelklassemodell, die im ADO71 mündeten.
Die ersten Überlegungen aus dem Frühjahr 1970 – noch unter dem Codenamen Diablo – führten zu einer Positionierung des neuen Modells in einem geringfügig höheren Marktsegment, in dem auch der Vauxhall Victor bzw. Opel Rekord, der Peugeot 504 oder der Ford Granada antraten. Daraus resultierte ein deutliches Größenwachstum. Mit Blick auf diese Konkurrenten sollte das Auto außerdem den Geschmack kontinentaleuropäischer Kunden berücksichtigen. Harris Mann, der Chef des BLMC-Designstudios, entwickelte aus einer Reihe älterer Entwürfe, die er teilweise für Kompaktfahrzeuge erstellt hatte, eine keilförmige Fließheckkarosserie, die weitgehend unverändert in die Serienproduktion übernommen wurde.
Der ADO71 wurde im März 1975 vorgestellt. Im ersten halben Jahr wurde das Modell, der Tradition des Badge Engineering folgend, mit nahezu gleicher Karosserie unter den Marken Austin, Morris und Wolseley angeboten. Anfänglich war auch eine besonders hochwertige Vanden-Plas-Version geplant, die allerdings frühzeitig verworfen wurde. Grund für diese Differenzierung war, dass BLMC bis zum Sommer 1975 noch immer eigenständige Händlernetze für die Marken Austin und Morris unterhielt, die mit (formal) eigenständigen Modellen bedient werden sollten. Erst im September 1975 war die sieben Jahre zuvor zögerlich begonnene Zusammenlegung beider Händlernetze abgeschlossen. Ab diesem Zeitpunkt bestand keine Notwendigkeit mehr für eigene Austin- und Morris-Varianten des ADO71. Dies fiel zusammen mit der Verstaatlichung von BLMC im Oktober 1975. In der Folgezeit verwendete BLMC weder den einen noch den anderen Namen für das Auto; auch die Wolseley-Version entfiel. Der ADO71 erhielt stattdessen die Bezeichnung Princess, die zehn Jahre zuvor als Modellbezeichnung für eine Vanden-Plas-Limousine verwendet worden war. Princess wurde damit formal zu einer eigenen Marke innerhalb des BLMC-Konzerns. Eine weitergehende Differenzierung erfolgte durch vierstellige Zahlencodes, die den Hubraum des jeweiligen Modells widerspiegelten.
Im Juli 1978 präsentierte BLMC eine überarbeitete Version der Limousine, die die Bezeichnung Princess 2 erhielt. Sie blieb drei Jahre lang im Programm, bevor sie durch den Austin Ambassador ersetzt wurde, der ein stilistisch und technisch überarbeiteter ADO71 war.

## Karosserie und Technik

### Karosserie

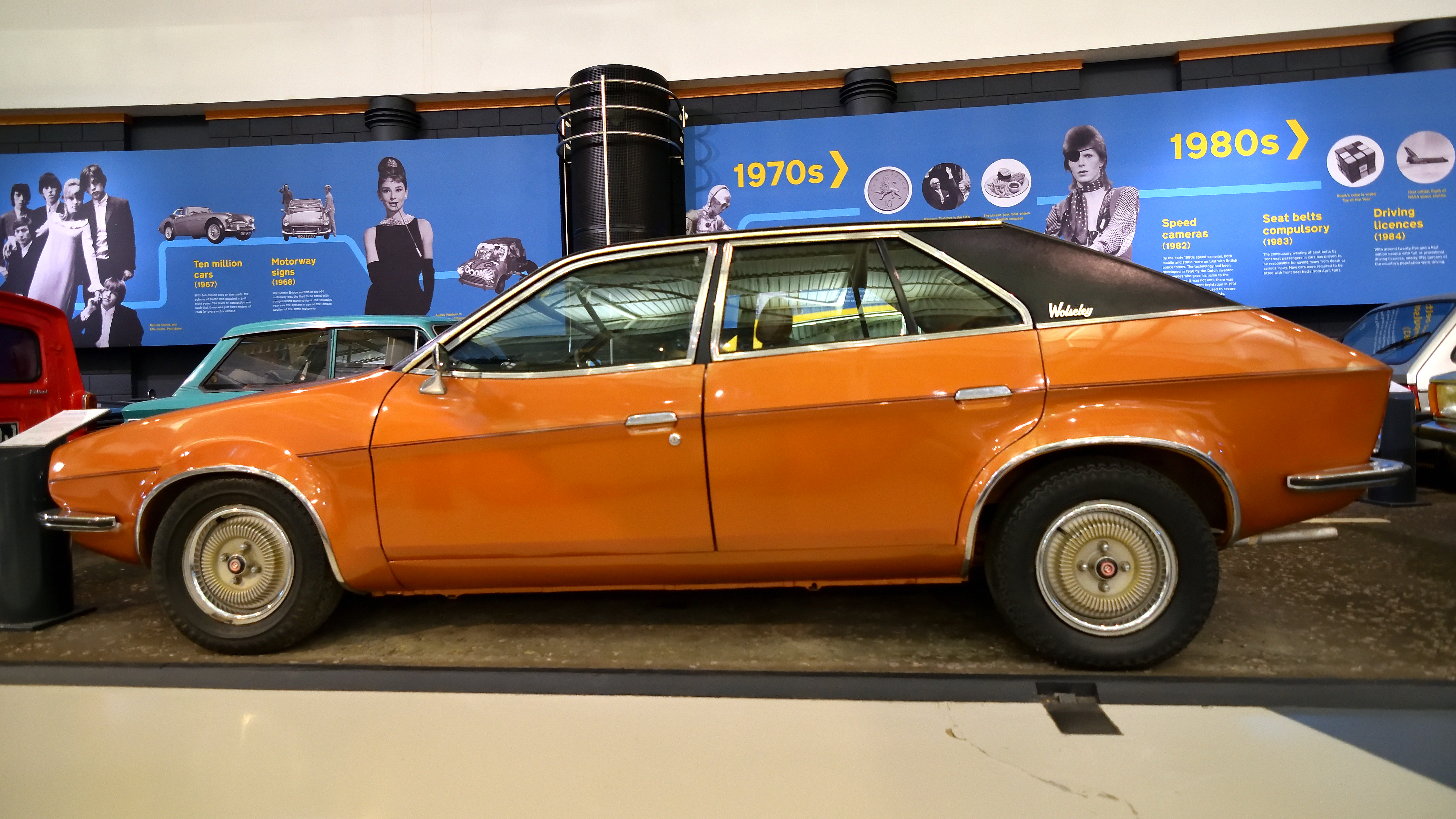
Keilförmiges Profil des ADO71

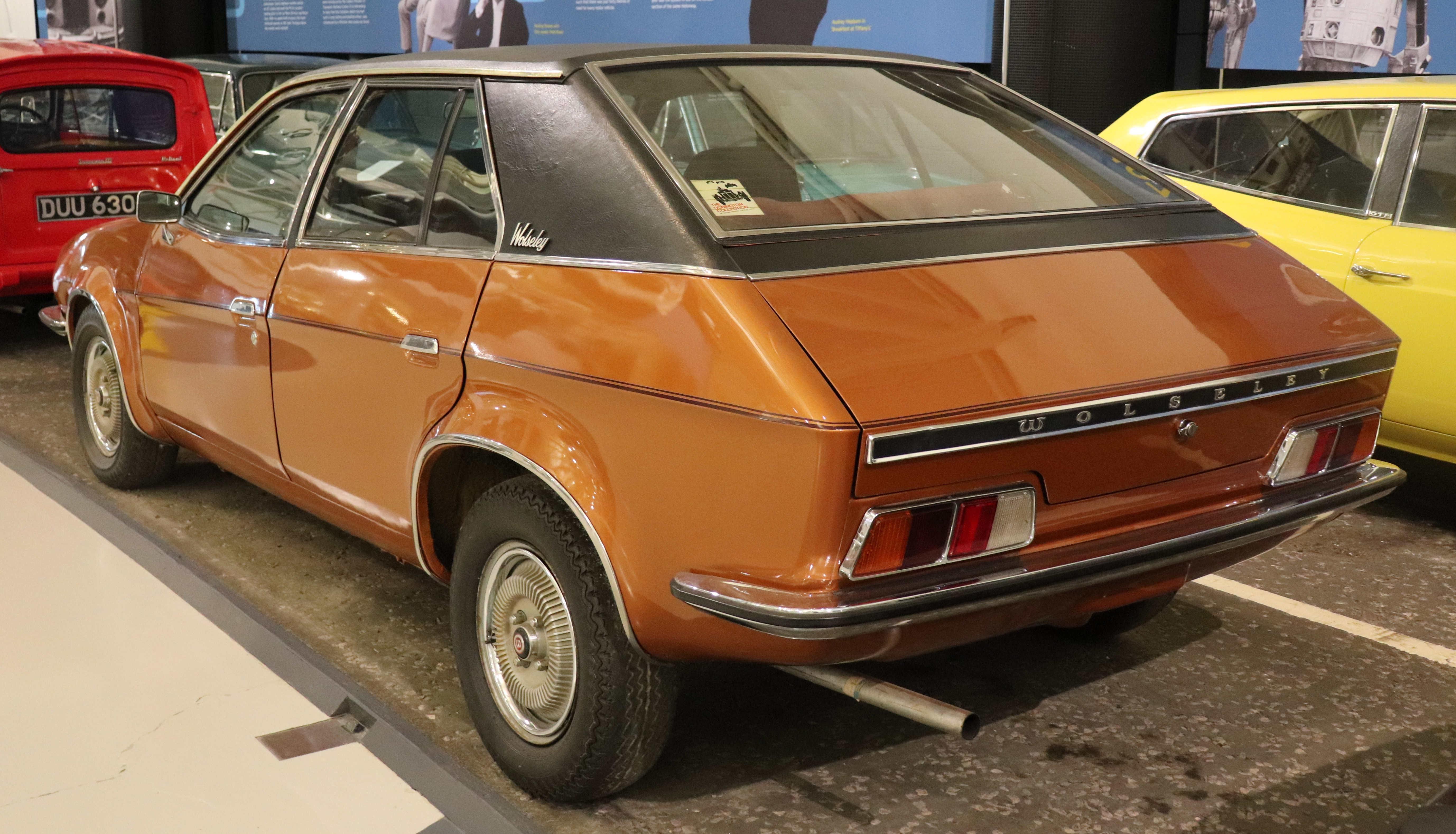
Fließheck mit kleiner Kofferraumklappe: ADO 71/Princess

Der ADO71 war eine fünfsitzige viertürige Limousine mit Fließheck. Das auffallendste Designmerkmal war die ausgeprägte Keilform mit niedriger Front- und hoher Heckpartie, die dem Modell seinen auf dem britischen Markt weit verbreiteten Spitznamen The Wedge (Der Keil) gab. Harris Mann behauptete bei der Präsentation, die Keilform sei von zeitgenössischen Formel-1-Autos inspiriert.
Die Karosserie war selbsttragend. Sie bestand aus Stahl. Die Fertigung der Karosserie übernahm Pressed Steel Fisher in Oxford.
Werksseitig war keine große Heckklappe vorgesehen, sondern nur eine kleine Kofferraumöffnung, die im mittleren Bereich bis zur Stoßstange herab reichte. Der Öffnungswinkel der Kofferraumklappe war klein, sodass sperriges Ladegut nur schwer oder gar nicht im Kofferraum untergebracht werden konnte. Das Kofferraumvolumen wurde zudem durch einen ungünstig positionierten Reservereifen beeinträchtigt. Eine umklappbare Rücksitzbank gab es ebenfalls nicht. Diese Entscheidung wurde in einer Presseerklärung damit begründet, dass in der Klasse, in der der ADO71 antreten sollte, eine große Heckklappe als „deplatziert“ („out of place“) wahrgenommen würde. Andere Quellen gehen davon aus, dass die große Heckklappe das Alleinstellungsmerkmal des Austin Maxi bleiben sollte. Ein leitender BMC-Mitarbeiter erklärte allerdings später, es sei um Politik und konkret um eine demonstrative Abgrenzung zu dem mit einer großen Heckklappe ausgestatteten Rover SD gegangen: Die Marken Austin und Morris, unter denen der ADO71 verkauft werden sollte, hätten möglichst wenige Ähnlichkeiten zu den Produkten der erst 1967 in den Konzern aufgenommenen Marke Rover haben sollen. Eine große Heckklappe erhielt werksseitig erst der Princess-Nachfolger Ambassador, der zugleich den zwischenzeitlich eingestellten Maxi ersetzte.
Andere Karosserieversionen bot BLMC werksseitig nicht an. Es gab allerdings zahlreiche Umbauten unabhängiger Hersteller.

### Technik

#### Motorisierung
Als Antrieb wurden anfänglich zwei etablierte Motoren aus der BMC-Ära angeboten:
- Basismotorisierung war ein 1.789 cm³ (80,26 × 89 mm) großer Reihenvierzylinder der sogenannten B-Series, deren erste Versionen mit 1,2 und 1,5-Litern Hubraum bereits 1954 gefertigt worden waren. Die hier verwendete 1,8-Liter-Version war bereits seit 13 Jahren auf dem Markt, als sie im ADO71 erschien. Die Leistung dieses Motors wurde mit 84 bhp angegeben. Mit ihr galt das Auto als untermotorisiert.
- Die leistungsstärkere Antriebseinheit war ein Reihensechszylinder der E-Series mit 2.227 cm³ (76,2 × 81,28 mm) Hubraum, der 110 PS abgab.[12]

Für die zweite Serie des Princess waren ab 1978 andere Motoren erhältlich:
- Basismotorisierung war nun ein Reihenvierzylinder der O-Serie mit 1.695 cm³ Hubraum. Er ersetzte die bisherige 1,8-Liter-Einheit. Seine Leistung betrug 64 KW (87 PS).
- Wahlweise war eine auf 2,0 Liter (1.993 cm³) vergrößerte Version des Vierzylindermotors erhältlich, die 68 KW (92 PS) leistete.
- Als Spitzenmotorisierung bot British Leyland weiterhin den 2,2 Liter großen Sechszylindermotor der E-Serie mit 81 KW (110 PS) an.

#### Antriebstechnik
Der ADO71 hatte Frontantrieb. Die Antriebstechnik entsprach weitgehend der seines Vorgängers ADO17. Die Motoren waren vorne quer eingebaut. Die Kraftübertragung erfolgte serienmäßig über ein handgeschaltetes Vierganggetriebe. Wahlweise war gegen Aufpreis ein dreistufiges Borg-Warner 35 Automatikgetriebe erhältlich.

#### Fahrwerk
Alle Räder waren unabhängig aufgehängt, und mit einer Hydragas-Federung versehen. Hierbei handelte es sich um eine Weiterentwicklung der von Alex Moulton konstruierten Hydrolastic-Federung, die erstmals 1972 im Austin Allegro serienmäßig zum Einsatz gekommen war. Testberichte bestätigten dem ADO71 einen Fahrkomfort, der dem des Citroën CX sehr nahekam. Die Sechszylindermodelle waren serienmäßig mit einer Servolenkung ausgestattet; bei den Vierzylindermodellen war sie gegen Aufpreis erhältlich. Vorne waren Scheibenbremsen installiert, hinten Trommelbremsen.

## Die einzelnen Modelle

### Die Badge-Engineering-Ära (1975)

#### Austin 1800 und Austin 2200

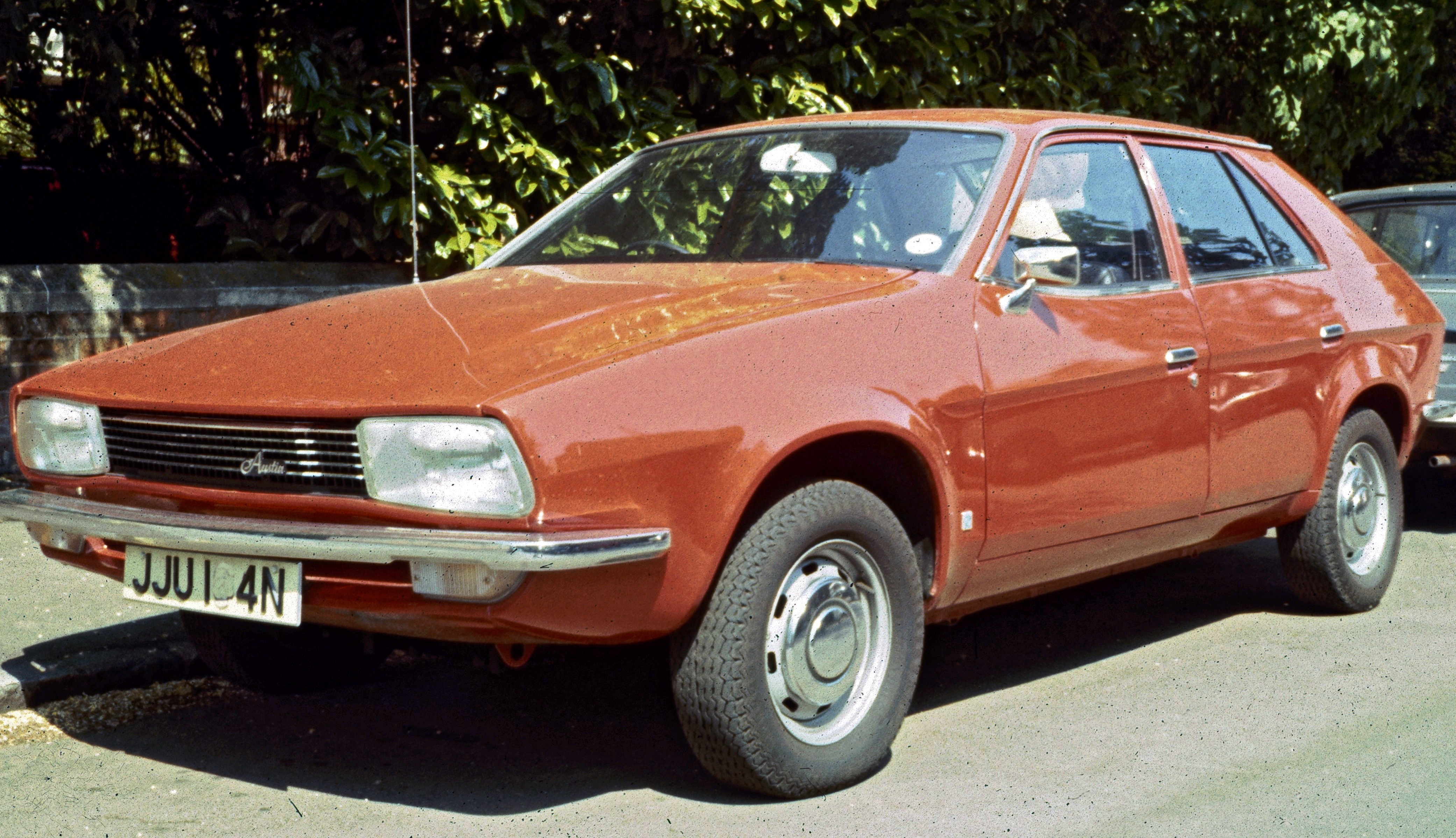
Austin 1800

Von März bis September 1975 wurde der ADO71 unter der Marke Austin verkauft. Die Modellbezeichnungen lauteten unter Bezugnahme auf die Motorisierung 1800 und 2200; diese Bezeichnungen waren schon für die Austin-Version des Vorgängers ADO17 verwendet worden. In stilistischer Hinsicht war der Austin die einfachste Version des ADO71. Er hatte zunächst als einziges Mitglied der Modellfamilie  trapezförmige Breitbandscheinwerfer, eine gerade verlaufende Motorhaubenkante und einen quer verstrebten Kühlergrill.
Das Design der Austin-Version wurde später für die Einheitsmodelle Princess und Princess 2 übernommen.

#### Morris 1800 und 2200

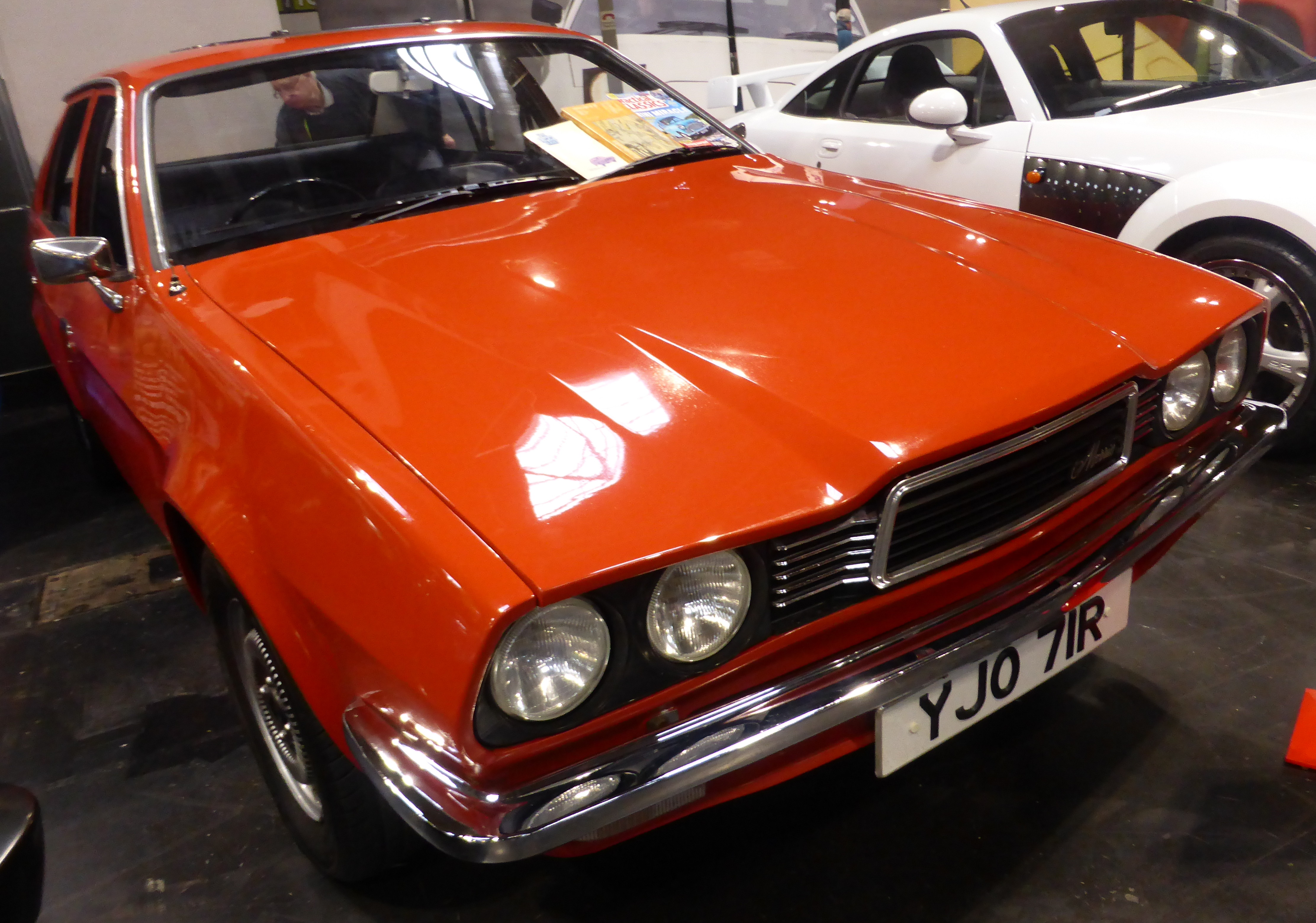
Morris 1800 (1975)

Die Morris-Version des ADO71 hieß ebenfalls 1800 bzw. 2200. Sie war mit dem Austin fast baugleich, nur die Frontpartie war anders. Der Morris hatte anstelle der Breitband- vier Rundscheinwerfer. Die Motorhaube war in der Mitte leicht angehoben, so dass in diesem Bereich eine ausgeformte Kühlermaske eingebaut werden konnte. Dieser imitierte Grill brach mit einer Tradition des Morris-Designs: Bislang hatten Morris-Modelle schlichte Kühlerverkleidungen ohne exponierte Masken; formal hatten sie üblicherweise den Frontverkleidungen der Austin-Modelle entsprochen. Der Innenraum und die Ausstattungslinien entsprachen vollständig denen des Austin.

#### Wolseley

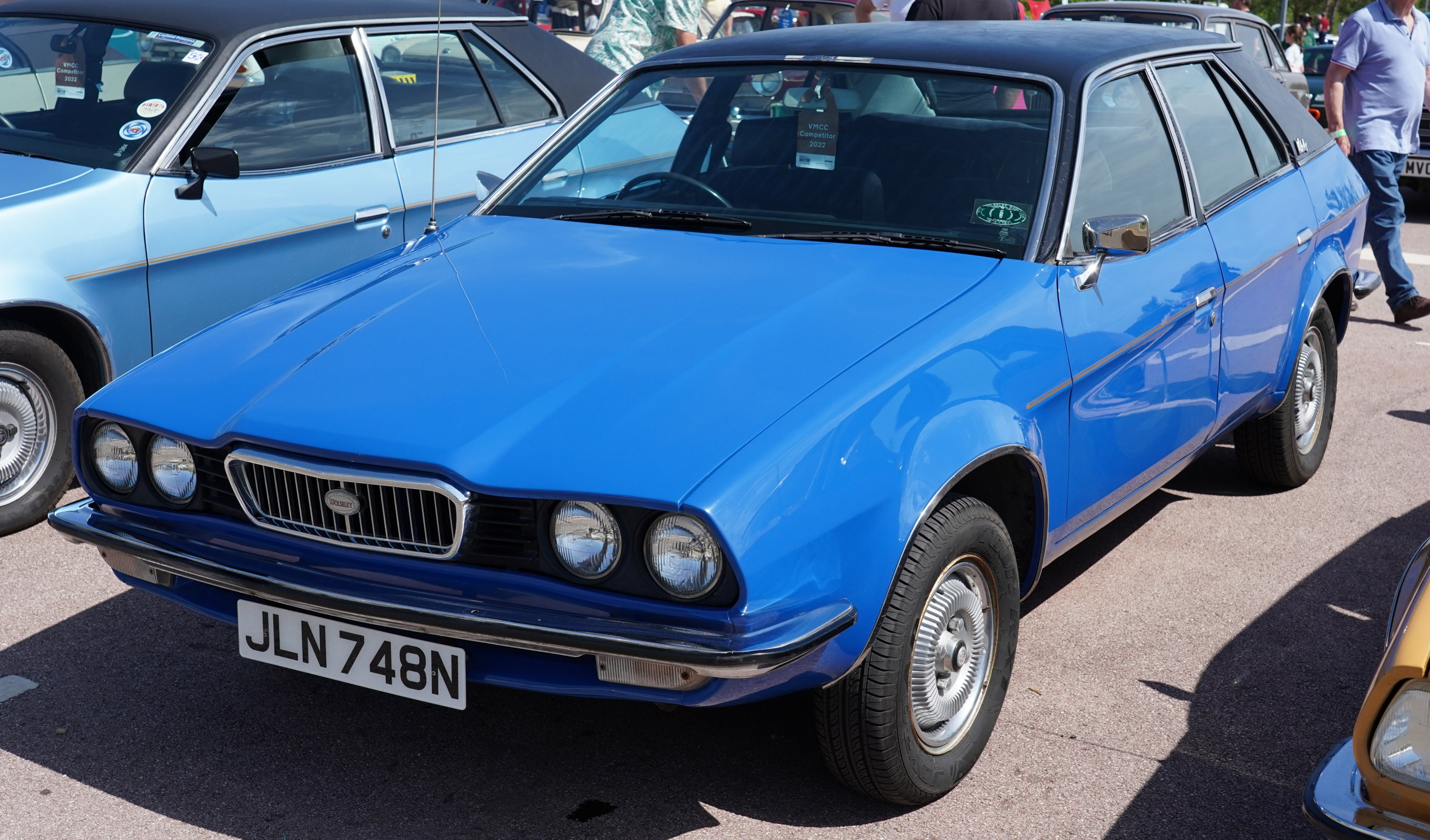
Wolseley Saloon

Die Wolseley-Version des ADO71 wurde von März bis September 1975 verkauft. Die Bezeichnung lautete einfach Wolseley; eine Modellbezeichnung wurde nicht vergeben. Der ADO71 war das letzte Auto, das den Markennamen Wolseley trug. Er war, anders als die Austin- und Morris-Modelle, ausschließlich mit dem 2,2 Liter großen Sechszylindermotor erhältlich. Stilistisch entsprach die Frontpartie der des Morris: Auch der Wolseley hatte vier Rundscheinwerfer und eine angehobene Motorhaube. Die Kühlermaske zitierte Vorlagen früherer Wolseley-Modelle. In der Mitte des Kühlers war wie bei vielen früheren Wolseleys ein beleuchtetes Markenemblem eingelassen. Das aus schwarzem Kunststoff geformte Armaturenbrett des Wolseley entsprach in der Gestaltung dem der übrigen ADO71-Modelle, allerdings war es hier mit Holzeinlagen verkleidet.
Der Wolseley war das teuerste Modell der ADO71-Reihe; er hatte die hochwertigste Ausstattung. Sein Verkaufspreis betrug 2838,42 £; er war damit 400 £ teurer als die Austin- und Morris-Versionen. Mehrere Dutzend Wolseleys wurden von der britischen Regierung als Dienstfahrzeuge für höhere Verwaltungsangestellte übernommen.

### Die Princess-Ära (1975–1981)

#### Princess

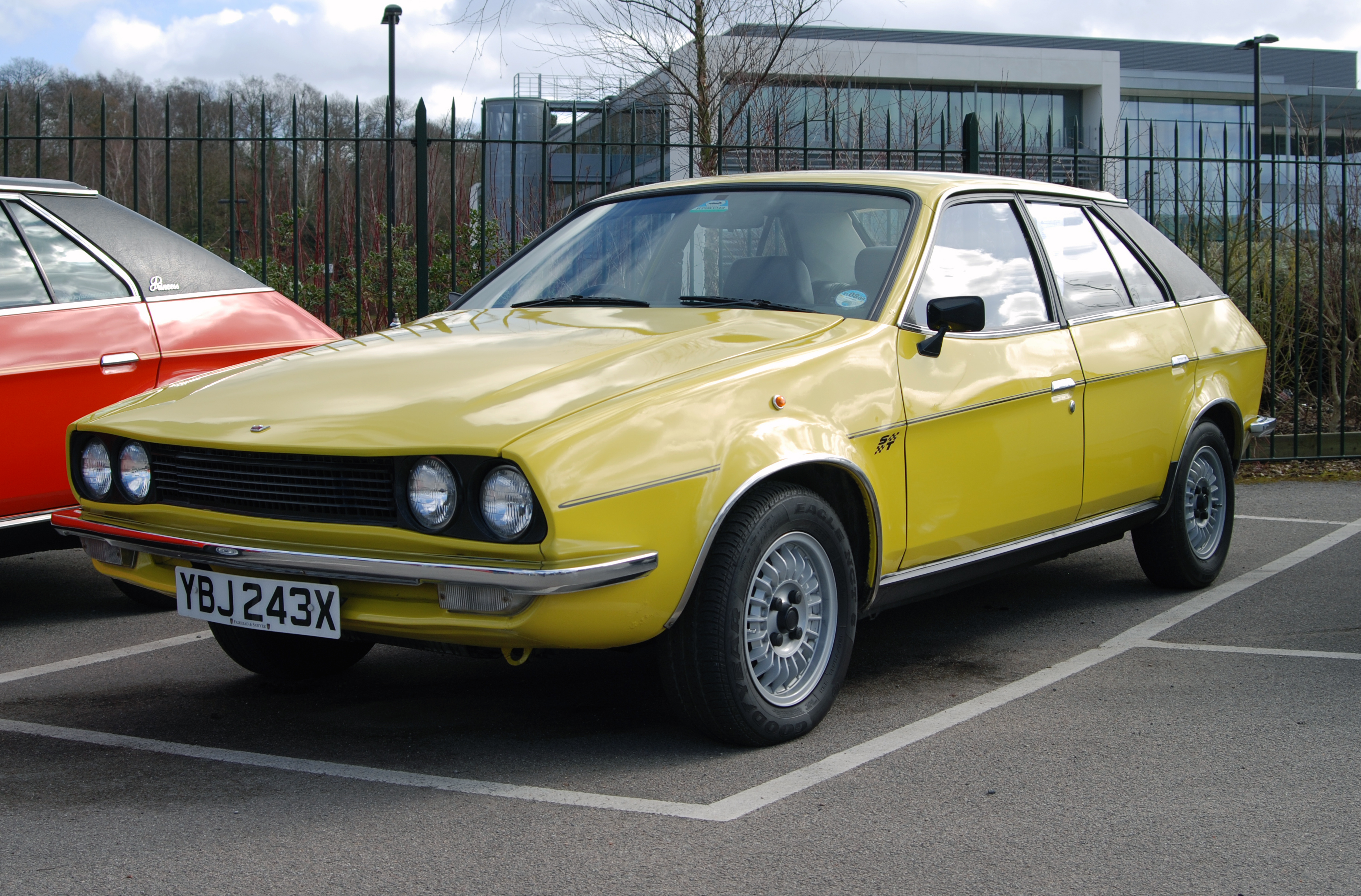
Ohne Markenzugehörigkeit: Princess

Ab Oktober 1975 wurde der ADO71 ausschließlich unter der Bezeichnung Princess angeboten. Die Zusätze 1800 und 2200 bezeichneten die jeweilige Motorisierung. Stilistisch entsprach der Princess den früheren Austin-Modellen. Einziges äußeres Unterscheidungsmerkmal waren die Leuchteinheiten: Die 1,8-Liter-Modelle des Princess waren äußerlich an vier Rundscheinwerfern zu erkennen, die 2,0-Liter-Modelle hatten demgegenüber die Breitbandscheinwerfer der früheren Austin-Version.
 Die drei Ausstattungslinien hießen L (Basis), HL („High Line“) und HLS („High Line Super“). Wie schon bei den Austin- und Morris-Modellen, war die C-Säule der Basismodelle in Wagenfarbe lackiert, während sie bei der HL- und HLS-Version einen Vinylbezug hatte.

#### Princess 2

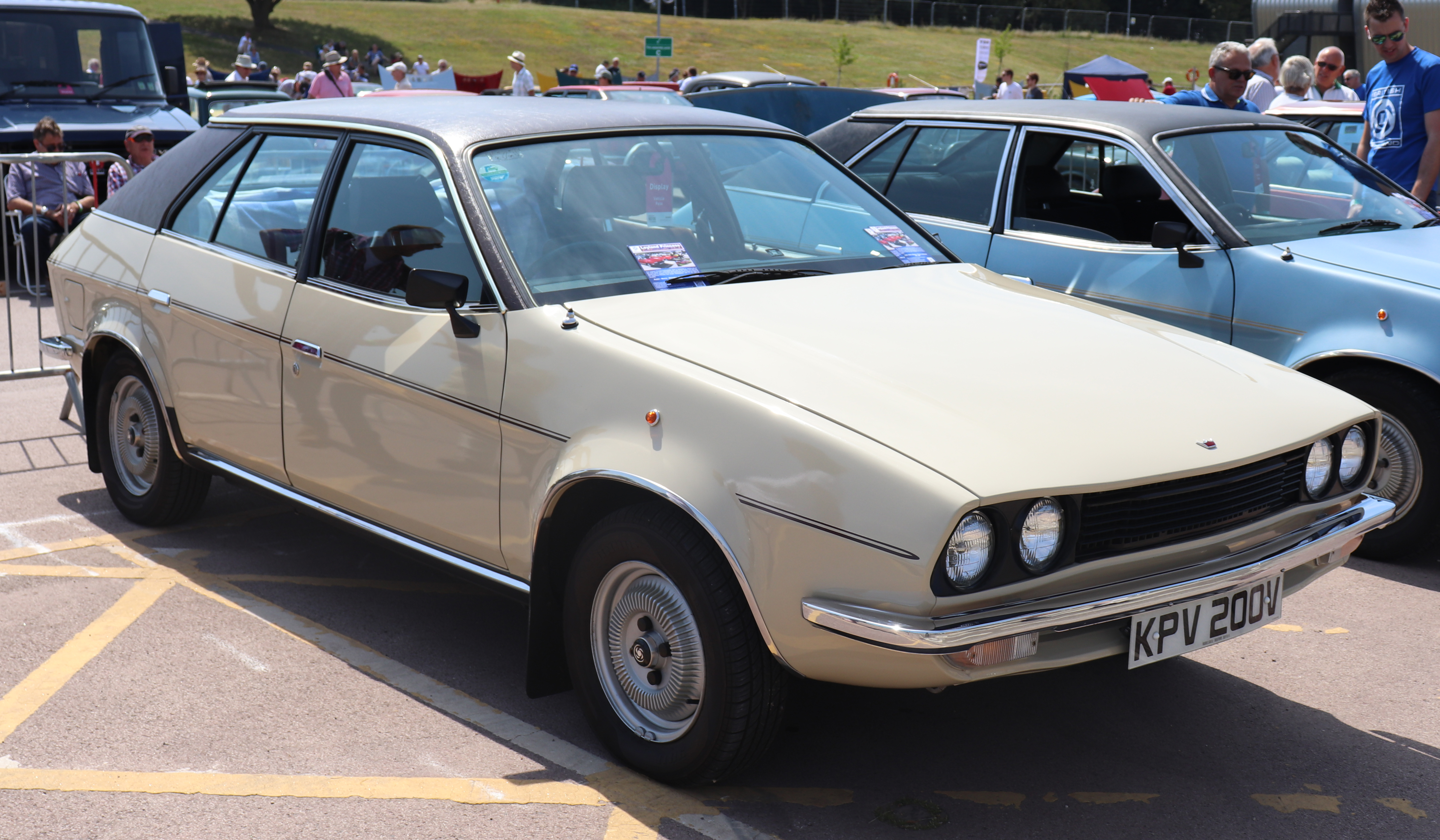
Princess 2 HL (1980)

Im Juli 1978 präsentierte BLMC eine überarbeitete Version des Princess. Das nun als Princess 2 bezeichnete Auto unterschied sich äußerlich nicht von dem bisherigen Modell, bot aber neue Vierzylindermotoren der O-Serie. Die Modellbezeichnungen lauteten Princess 1700, 2000 und 2200.
Im November 1980 erfolgte noch einmal eine stilistische Überarbeitung des Modells: der Wagen erhielt neue Außenspiegel, Stoßstangen, Felgen und das neue Austin-Logo im Kühlergrill.

### Nicht in Serie gefertigte Versionen

#### Vanden Plas

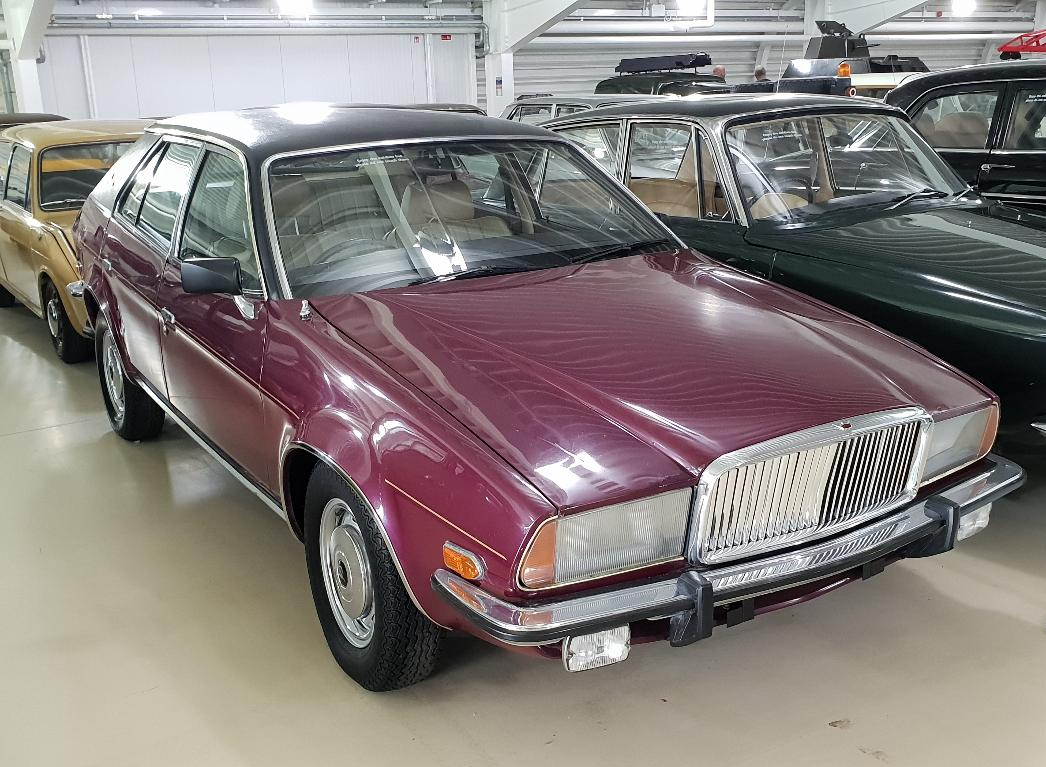
Vanden Plas 2200 (Prototyp)

BLMC erwog 1974 auch die Einführung einer besonders hochwertig ausgestatteten Luxusversion in der Vanden-Plas-Reihe. Das Unternehmen fertigte einen Prototyp des ADO71-Vanden Plas mit veränderten Leuchten und eigenständigem Kühlergrill, entschied sich aber gegen die Serienfertigung. Erst für den Nachfolger Ambassador wurde eine hochwertige Ausstattungslinie mit der Zusatzbezeichnung Vanden Plas angeboten.

#### Princess 1800 D
Mitte der 1970er-Jahre entstanden etwa 50 Exemplare des ADO71 mit einem Dieselmotor. Das Triebwerk basierte auf dem 1,8 Liter großen Ottomotor der B-Serie. Zielgruppe der Diesel-Wedges waren in erster Linie Taxifahrer. Die Prototypen wurden einige Monate lang von ausgewählten Kunden im Alltag getestet. Ausnahmslos alle gingen danach zurück ins Werk. Aus Kostengründen und wegen des zu erwartenden geringen Absatzes entschied sich BLMC gegen eine Serienproduktion. Der Dieselmotor wurde wenig später im Lieferwagen Leyland Sherpa eingesetzt.

## Fertigungsqualität

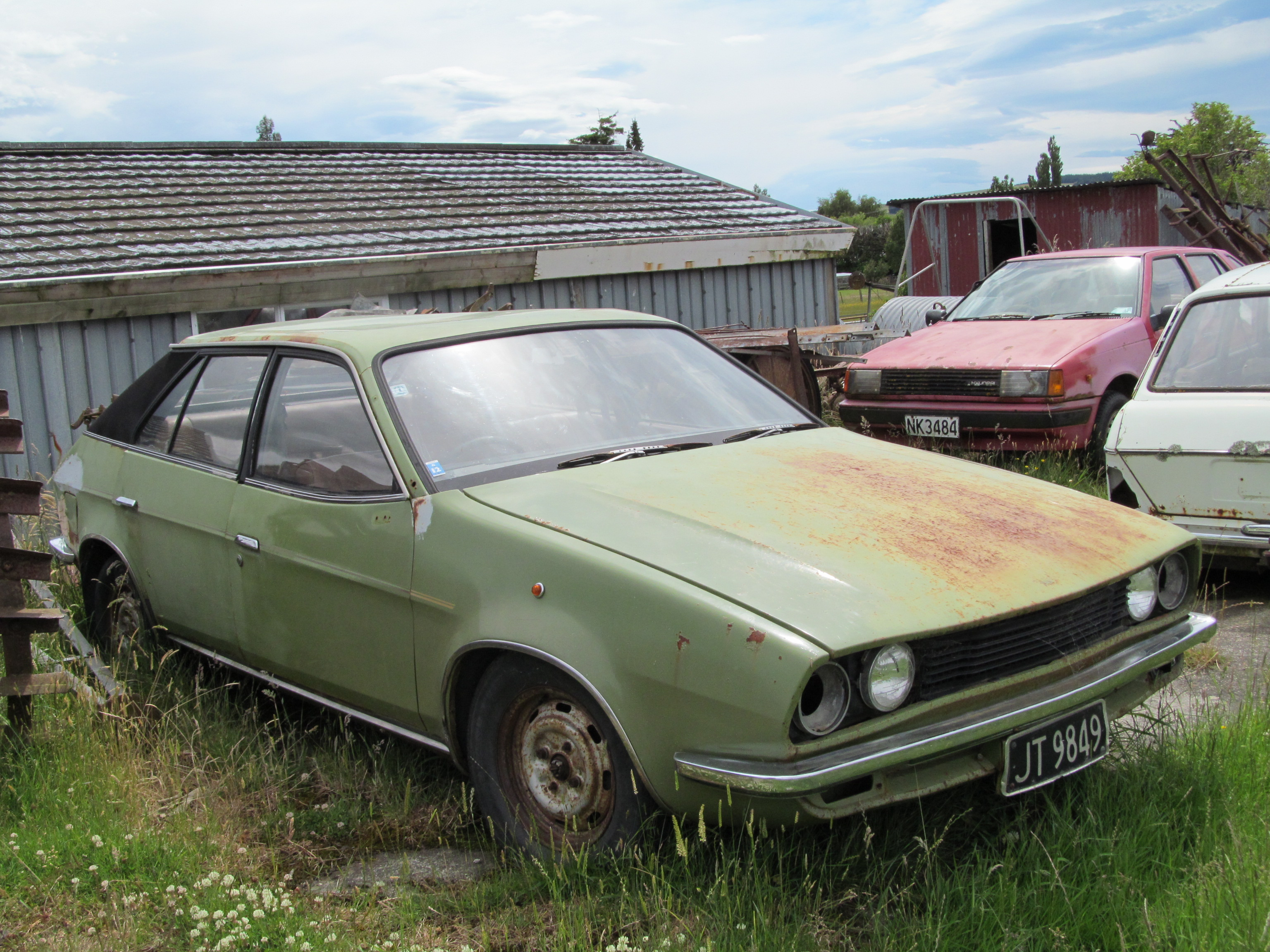
Princess 2

Die Modelle der ADO71-Reihe standen von Beginn an unter dem Ruf schlechter Verarbeitungsqualität. Frühe Exemplare litten unter schlecht passenden Einzelteilen, aus denen unter anderem Wassereinbrüche in den Innen- und den Kofferraum resultierten, sowie unter Farbabweichungen. Die britische Automobilpresse berichtete breit über diese Mängel, deren Ursache vor allem in einer verfrühten Aufnahme der Serienfertigung lag. Im Laufe der ersten Jahre investierte BLMC – anders als bei manchen anderen Modellen – viel Entwicklungsarbeit, um die Defizite des ADO71 zu beheben. Zum Ende der 1970er-Jahre waren die meisten Mängel behoben; die Verarbeitungsqualität wurde als deutlich besser wahrgenommen.
Unabhängig von den Bemühungen des Werks versuchten einzelne lokale Importeure ihrerseits, die Qualität der Princess-Modelle zu verbessern. Der Schweizer Generalimporteur Emil Frey etwa bot eine dreijährige „Multigarantie“ an und implementierte ein 110 Punkte umfassendes Qualitätsprogramm, das als „Swiss Finish“ beworben wurde. Das Programm hatte allerdings nur wenig Erfolg. Auch in der Schweiz hatte die Princess eine Außenseiterrolle.

## Produktion und Verbreitung
Alle Exemplare des ADO71, die im Vereinigten Königreich und auf kontinentaleuropäischen Exportmärkten abgesetzt wurden, entstanden im ehemaligen Morris-Werk in Cowley bei Oxford. Darüber hinaus montierte das neuseeländische Leyland-Werk zwischen 1977 und 1982 das Modell aus angelieferten Teilesätzen (Completely Knocked Down).
In neun Jahren produzierte British Leyland 214.031 Exemplare des ADO71, alle Marken und Vorserienexemplare eingeschlossen. Das erfolgreichste Jahr war 1977: Von Januar bis Dezember dieses Jahres entstanden nahezu 48.000 Fahrzeuge.
| Produktionszahlen BLMC ADO71 | Produktionszahlen BLMC ADO71 | Produktionszahlen BLMC ADO71 | Produktionszahlen BLMC ADO71 | Produktionszahlen BLMC ADO71 | Produktionszahlen BLMC ADO71 | Produktionszahlen BLMC ADO71 | Produktionszahlen BLMC ADO71 | Produktionszahlen BLMC ADO71 |
| Modelljahr                   | 1–9/1974                     | 10/1974–9/1975               | 10/1975–12/1976              | 1977                         | 1978                         | 1979                         | 1980                         | 1981                         |
| ---------------------------- | ---------------------------- | ---------------------------- | ---------------------------- | ---------------------------- | ---------------------------- | ---------------------------- | ---------------------------- | ---------------------------- |
| Stückzahl                    | 288                          | 20.476                       | 55.031                       | 47.955                       | 33.951                       | 37.128                       | 14.732                       | 4.471                        |
| Summe                        | 214.031                      | 214.031                      | 214.031                      | 214.031                      | 214.031                      | 214.031                      | 214.031                      | 214.031                      |

Der ADO71 wurde in erster Linie auf den britischen Inseln abgesetzt. Auf den meisten Exportmärkten spielte das Auto nur eine Außenseiterrolle. In der Bundesrepublik Deutschland wurde der Princess 1976 zu Preisen zwischen 13.990 DM (1800 HL) und 15.990 DM (2200 HLS) angeboten. Er konkurrierte hier mit den mittleren Modellen des Audi 100, den Vierzylinder-Versionen des Ford Granada und dem Opel Rekord.

## Der ADO71 in der Presse
Im September 1975 führte das britische Fachmagazin Motorsport einen Vergleichstest zwischen der Wolseley-Version des ADO71 und einem Citroën CX2000 durch. Der Citroën war europaweit zum Auto des Jahres 1975 gewählt worden, und BLMC hatte den ADO71 zum konzerneigenen Auto des Jahres erklärt. Der Innenraum des Wolseley sei größer als der des Citroën; dessen futuristisches Designkonzept sei allerdings schlüssiger, da der Wolseley auf eine nicht überzeugende Art traditionelle Elemente mit Massenware aus Kunststoff vereine. Das Fahrverhalten beider Fahrzeuge wurde als vergleichbar beschrieben. Der Citroën sei geringfügig schneller, sein Motor wurde aber als weniger elastisch wahrgenommen. Der Testbericht sah den Wolseley als das überlegene Auto an und hielt ihn für das beste Auto von British Leyland seit dem Jaguar XJ6.

## Umbauten unabhängiger Hersteller

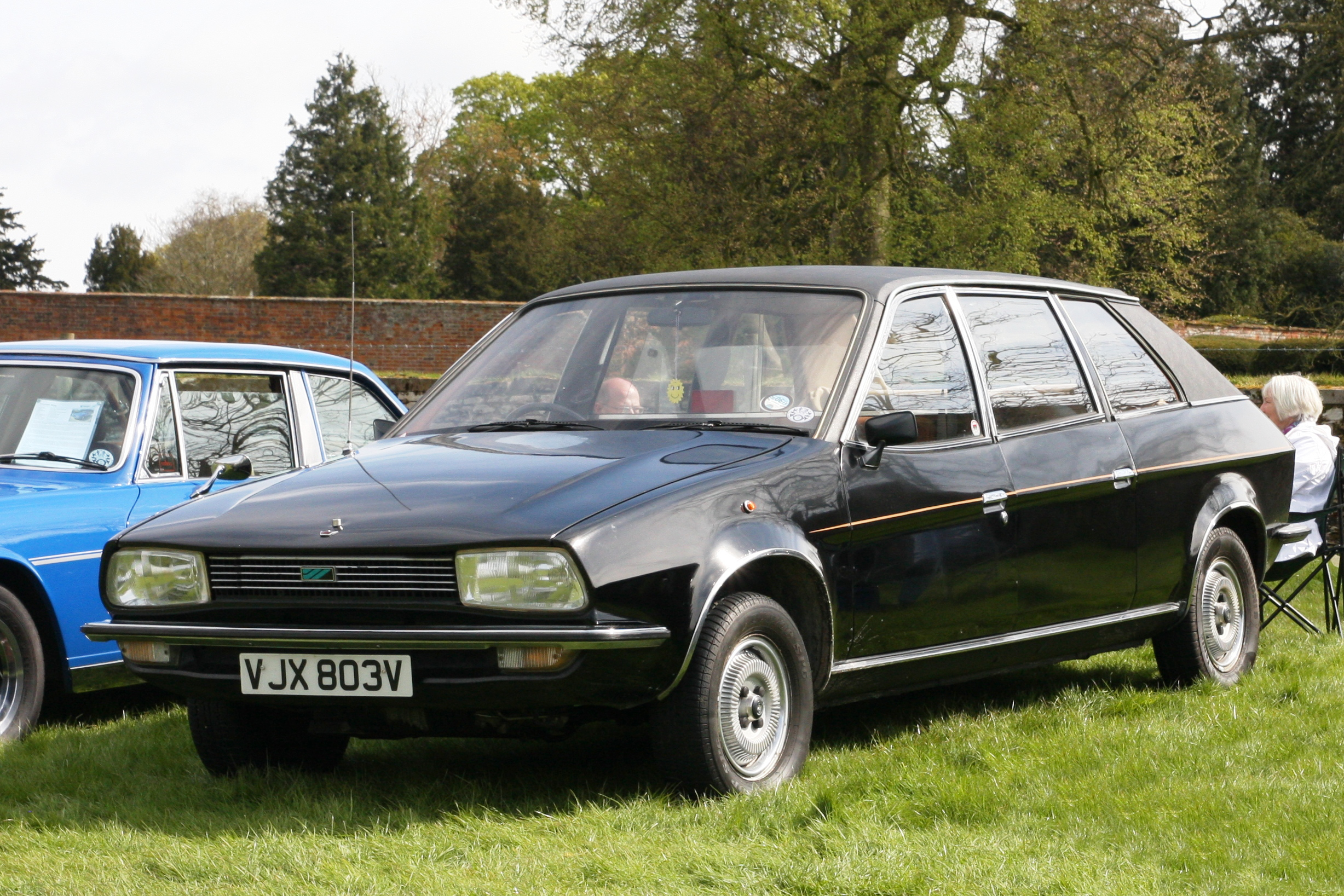
Woodall-Nicholson Kirklees

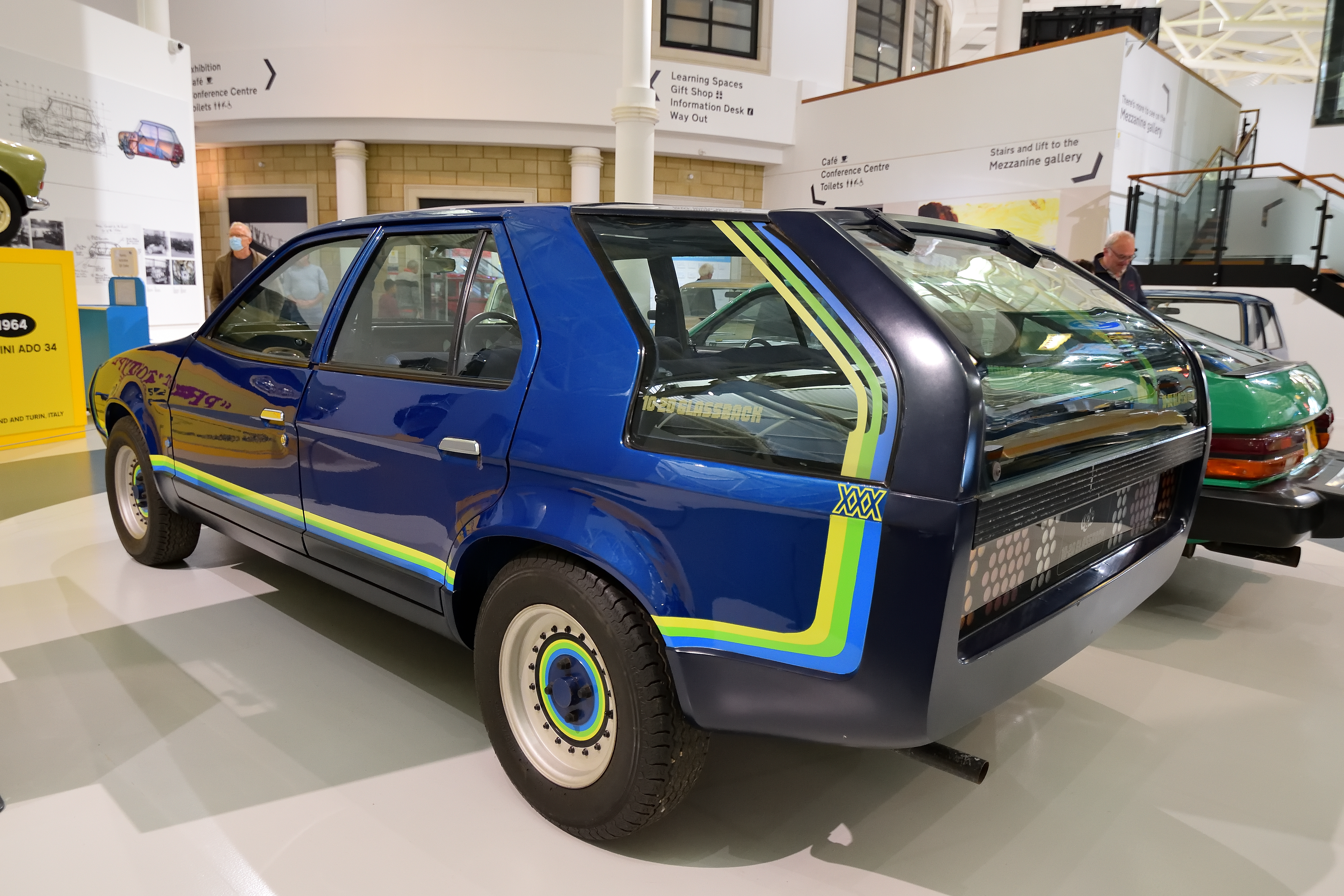
Ogle Triplex Glassback

Die Karosseriehersteller Torcars und Crayford boten überarbeitete Versionen des ADO71 an, bei denen nachträglich eine große Heckklappe installiert war. Zum Umbauprogramm von Torcars gehörte auch eine umklappbare Rücksitzbank, sodass der Stauraum bis in den Passagierraum hinein vergrößert werden konnte. Die Torcars Princess Estate wurden über das offizielle Leyland-Händlernetz vertrieben.
Woodall Nicholson fertigte einige verlängerte Limousinen auf der ADO71-Basis, die die Bezeichnung Kirklees erhielten, tatsächlich aber in erster Linie als Stretch Princess bekannt wurden. Die Fahrzeuge hatten vier Türen und drei Sitzreihen und wurden vor allem bei Trauerfeiern eingesetzt. Daneben fertigte Woodall Nicholson auch Bestattungsfahrzeuge auf Princess-Basis.
Das britische Designstudio Ogle entwickelte 1978 auf der Basis des Princess 2200 einen fünftürigen Kombi mit großen seitlichen Glaspartien. Verantwortlicher Designer war Chris Humberstone. Das Auto erhielt die Bezeichnung Ogle Triplex 10-20 Glassback. Ein Einzelstück wurde 1978 auf der British Motor Show gezeigt.